# Петрушинский сельсовет
Петруши́нский сельсове́т — сельское поселение в Шимановском районе Амурской области.
Административный центр — село Петруши.

## История
20 июня 2005 года в соответствии с Законом Амурской области № 12-ОЗ муниципальное образование наделено статусом сельского поселения.

## Население
| 2002 | 2010 | 2011 | 2012 | 2013 | 2014 | 2015 |
| ---- | ---- | ---- | ---- | ---- | ---- | ---- |
| 851  | ↘626 | ↘622 | ↘620 | ↗646 | ↗651 | ↘610 |
| 2016 | 2017 | 2018 | 2021 |      |      |      |
| ↘597 | ↘581 | ↘545 | ↘544 |      |      |      |

## Состав сельского поселения
| № | Населённый пункт | Тип населённого пункта       | Население |
| - | ---------------- | ---------------------------- | --------- |
| 1 | Базисное         | село                         | ↘110      |
| 2 | Петруши          | село, административный центр | ↘404      |
| 3 | Петруши          | железнодорожная станция      | ↘31       |
| 4 | Случайное        | село                         | →0        |